# Brigaecium
Brigaecium era una ciudad perteneciente a la tribu Brigaenci o Brigaencinos de los Astures y se cree que esta ciudad se asentaba cerca de la actual Benavente en la provincia de Zamora si bien algunos historiadores han identificado Brigaecium con Fuentes de Ropel, Zamora. Pero se identifica más con la ciudad de Benavente, por esta villa está ubicada en un lugar alto y ha tenido varios castillos a lo largo de la historia. Etimológicamente proviene de Briga que era un lugar elevado y fortificado. 